# 大阪府立青少年会館
大阪府立青少年会館（おおさかふりつせいしょうねんかいかん、英：Osaka Prefectural Youth Hall）は大阪市中央区森ノ宮中央2-13-33にあった大阪府営の多目的ホール。

## 歴史
青少年の厚生を名目にした大阪府の同和対策事業施設として1969年開館。小ホールに当たるプラネットホールでは1995年に劇団豪玉万里紀行Ⅰが旗揚げ公演を行うなど大阪市内外の若手アマチュア劇団にとって貴重な存在であった。橋下徹大阪府知事が掲げる「大阪維新プログラム」の一環で2009年6月30日で廃止された。
閉鎖に先立ち、部落解放同盟大阪府連合会は大阪府に対して代替事業の要求をしている。
2010年3月頃から解体工事が始まり、同所前の交差点名も「府立青少年会館前」から「森之宮入路」に変更された。
跡地には「ファインシティ大阪城公園」という15階建てマンションが建設され、2013年4月頃から入居が始まった。

## 施設概要
- 竣工年：1960年
- 文化ホール（座席数1200席）
- プラネットホール
- 会議室
- スタジオ

など

## 備考
* 全日本吹奏楽コンクール大阪大会の会場として長年使われていたが、音の反響が悪く演奏者から見て不評だった。また、駐車場のスペースが十分とは言えず、楽器の搬入・搬出に手間取るほどだった。座席数も十分とは言えず、消防法の関係で通路を確保しないといけない為、コンクール開催時は入場制限が多かった。閉館までこうした問題点が全く改良されなかった。